# Blau
A Blau folyó Franciaország területén, a Hers-Vif jobb oldali mellékfolyója.

## Földrajzi adatok
Aude megyében ered 650 m magasan, és Chalabre-nál torkollik a Hers-Vif-be. Az átlagos vízhozama 1 m³ másodpercenként, hossza 16 km. A vízgyűjtő terület nagysága 69 km².

## Megyék és városok a folyó mentén
- Aude: Puivert, Villefort és Chalabre